# Косткина, Людмила Андреевна
Людми́ла Андре́евна Ко́сткина (род. 10 сентября 1949 года, деревня Чукша, Алзамайский район, Иркутская область, РСФСР, СССР) — вице-губернатор Санкт-Петербурга в 2003—2011 годах.

## Биография
В 1971 году окончила Ленинградский государственный институт культуры имени Н. К. Крупской по специальности «культурно-просветительная работа».
В 1996 году окончила Международную академию предпринимательства по специальности «государственное и муниципальное управление».
В 1971—1974 годах — руководитель самодеятельного театра, заведующая массовым сектором в Магнитогорском Дворце культуры металлургов.
В 1974—1976 годах — заведующая политико-массовым отделом Ленинградского Дворца культуры работников связи.
В 1977—1987 годах — заведующая массовым отделом, заместитель директора и директор Дома культуры авиаработников.
В 1987—1991 годах — заведующая отделом культуры, заместитель председателя Исполкома Московского районного Совета народных депутатов.
В 1991—1999 годах — заместитель главы Территориального управления Московского административного района Санкт-Петербурга.
В 1999—2003 годах — глава Территориального управления Петроградского административного района Санкт-Петербурга.
В 2003—2011 годах — вице-губернатор, член Правительства Санкт-Петербурга.
С 2011 года и по настоящее время — депутат Законодательного собрания Санкт-Петербурга.
С 2014—2016 годах — член Совета Федерации от законодательного органа государственной власти Санкт-Петербурга.
Председатель комиссии по качеству жизни, социальной политике, делам ветеранов, здравоохранению и трудовым отношениям Общественной палаты Санкт-Петербурга.

## Классный чин
Действительный государственный советник Санкт-Петербурга 2-го класса.

## Награды
- Медаль ордена «За заслуги перед Отечеством» I степени (22 августа 2015 года) — за активную законотворческую деятельность и многолетнюю добросовестную работу[6].
- Медаль ордена «За заслуги перед Отечеством» II степени (15 января 2004 года) — за достигнутые трудовые успехи и многолетнюю добросовестную работу[7].
- Медаль «За заслуги в проведении Всероссийской переписи населения».
- Медаль «В память 300-летия Санкт-Петербурга».
- Медаль «В память 1000-летия Казани».
- почётная медаль «За достижения по охране окружающей среды».
- Медаль «XV лет МЧС России».
- Нагрудный знак «За содействие МВД».
- Нагрудный знак «200 лет МВД России».
- Нагрудный знак «За гуманизацию образования».
- Почётный знак «За заслуги перед Санкт-Петербургом»[8].
- Медаль «За укрепление парламентского сотрудничества» (21 ноября 2019 года, Межпарламентская ассамблея СНГ) — за особый вклад в развитие парламентаризма, укрепление демократии, обеспечение прав и свобод граждан в государствах — участниках Содружества Независимых Государств[9]
- Юбилейная медаль «МПА СНГ. 25 лет» (13 октября 2017 года, Межпарламентская ассамблея СНГ) — за заслуги в деле развития и укрепления парламентаризма, за вклад в развитие и совершенствование правовых основ функционирования Содружества Независимых Государств, укрепление международных связей и межпарламентского сотрудничества[10].